# أرمين هوفر
أرمين هوفر (بالإيطالية: Armin Hofer)‏ هو لاعب هوكي الجليد إيطالي، ولد في 19 مارس 1987 في برونيك في إيطاليا.

## وصلات خارجية
- أرمين هوفر على موقع EliteProspects.com (الإنجليزية)
- أرمين هوفر على موقع Eurohockey.com (الإنجليزية)
- أرمين هوفر على موقع HockeyDB.com (الإنجليزية)